# Stanisław Kołodziński
Stanisław Kołodziński (ur. 10 stycznia 1899, zm. 22 stycznia 1977) – polski rolnik i działacz społeczno-polityczny, poseł na Sejm PRL III kadencji.

## Życiorys
Uzyskał wykształcenie podstawowe, z zawodu rolnik. Służył w Wojsku Polskim. Związany z Rzepinem, działał społecznie na rzecz gminy. Wstąpił do Polskiej Zjednoczonej Partii Robotniczej, z jej ramienia w 1961 został wybrany na posła na Sejm PRL w okręgu Gorzów Wielkopolski. W trakcie kadencji zasiadał w Komisji Rolnictwa i Przemysłu Spożywczego.
Odznaczony Krzyżem Kawalerskim Orderu Odrodzenia Polski.
Pochowany wraz z żoną Agrepiną (1897–1977) na cmentarzu komunalnym w Rzepinie.